# Kynurénine
La L-kynurénine (énantiomère S) est un métabolite de l'acide aminé tryptophane utilisé dans la synthèse de la niacine.
La kynurénine est synthétisée par l'enzyme tryptophane dioxygénase qui se retrouve surtout mais pas uniquement dans le foie et l'indole-amine 2,3-dioxygénase qui est produite dans de nombreux tissus à la suite d'une activation du système immunitaire.
La kynuréninase catabolise la conversion de la L-kynurénine en l'acide anthranilique tandis que la transaminase de kynurénine-oxoglutarate catabolise sa conversion en l'acide kynurénique et la kynurénine 3-hydroxylase en 3-hydroxykynurénine.

## Physiologie
La kynurénine et ses 
métabolites sont impliqués dans de nombreuses fonctions :
- vasodilatation pendant une inflammation[3]  ;
- régulation de la réponse auto-immune[4].

## Pathologie
Des perturbations ont été retrouvées dans de nombreuses pathologies :
- elle a été associée aux tics[6],[7] ;
- certains cancers augmentent la synthèse de kynurénine, ce qui améliore leurs croissances[2] ;
- elle précipiterait l'apparition d'une dépression lors d'une dépression causée par un traitement par interféron[8] ;
- des perturbations de la kynurénine ont été retrouvées dans la schizophrénie[9],[10],[11] ;
- la synthèse de kynurénine est augmentée dans la maladie d'Alzheimer[12]. Ses métabolites sont associés aux troubles cognitifs[13] ;
- les maladies cardiovasculaires[14] et les symptômes dépressifs chez ces patients[15].

## Physiopathologie
Les perturbations des voies de synthèse de la kynurénine peuvent être causées par des polymorphismes génétiques, des cytokines ou les deux,. La déficience en kynurénine 3-monooxygénase entraîne une accumulation de kynurénine et un shift vers la voie de synthèse du tryptophane vers la formation d'acide kynurénique et d'acide anthranilique.